# AnnaSophia Robb
AnnaSophia Robb (sinh ngày 8 tháng 12 năm 1993) là một nữ diễn viên, ca sĩ và người mẫu người Mỹ. Cô đã tham gia trong những xuất phẩm điện ảnh như Because of Winn-Dixie (2005), Charlie and the Chocolate Factory (2005), Bridge to Terabithia (2007), Race to Witch Mountain (2009), Soul Surfer (2011), hay The Way, Way Back (2013). Robb cũng giữ vai chính trong loạt phim truyền hình dành cho tuổi teen của đài The CW có tên The Carrie Diaries từ năm 2013 đến 2014.

## Thiếu thời
Robb chào đời ở Denver, Colorado, là con gái của Janet, một nhà thiết kế nội thất, và David Robb, kiến trúc sư. 
Cô được đặt tên theo tên cụ ngoại, AnnaSophie, và tên bà nội, Anna Marie. Tổ phụ của cô đến từ Đan Mạch, Anh, Ái Nhĩ Lan, Scotland, và Thụy Điển. Cô được học tại nhà rồi đến Trường Trung học Arapahoe ở Centennial, Colorado, và tốt nghiệp năm 2012. Robb thích diễn xuất, cơ hội đầu tiên đến với cô là trên sấu khấu của nhà thờ với số khán giả lên đến 500 người. 
Robb từng tham gia thi đấu khiêu vũ và thể dục trong bốn năm rưỡi, nhưng sau đó đã từ bỏ để tập trung cho diễn xuất.

## Sự nghiệp
Sau khi tham gia vào quảng cáo của McDonald's, Anna bắt đầu sự nghiệp diễn xuất với một vai nhỏ trong tập phim "Number One Fan" của series phim truyền hình Drake & Josh. Vai diễn chính quan trọng đầu tiên của cô là trong "Samantha: An American Girl Holiday", bộ phim mà Anna phải đội một bộ tóc giả màu nâu khi diễn xuất.
Nhưng phải đến năm 2005, cô mới có bước tiến lớn ra màn ảnh rộng với 2 bộ phim đều được chuyển thể từ những cuốn truyện thiếu nhi nổi tiếng. Cô vào vai chính Opal trong phim "Because of Winn-Dixie" và cũng đóng vai Violet Beauregarde trong bộ phim được làm lại "Charlie and the Chocolate Factory". Hai bộ phim đã đạt thành công lớn với số thu cao từ các phòng vé, đưa hình ảnh Anna đến gần hơn với công chúng, đặc biệt là các teen và tween.

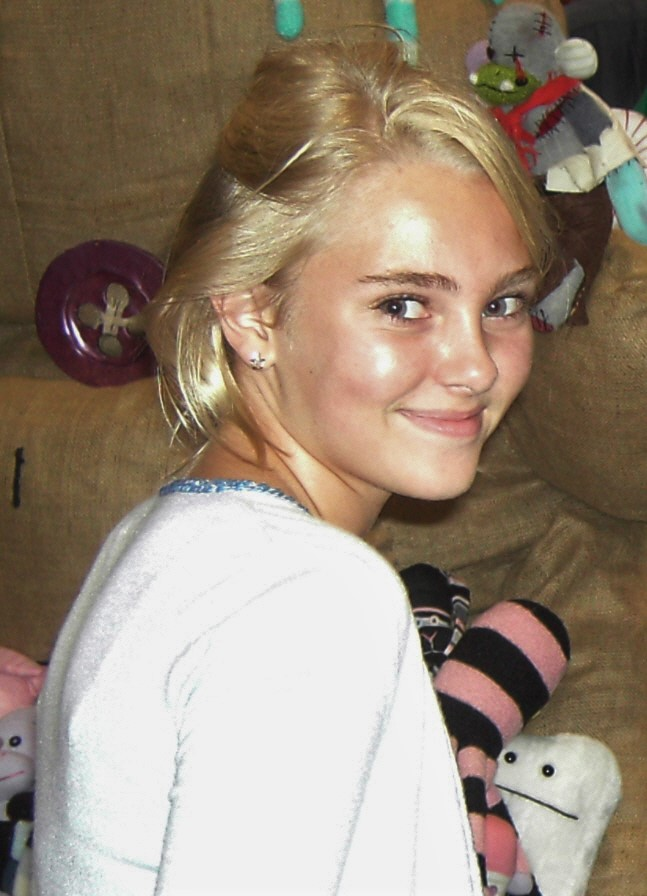
Robb vào 2006

Cùng năm đó, Anna tham gia vào bộ phim Trad Clothing. Sau đó, năm 2006, cô là khách mời của show hoạt hình "Danny Phantom" với tư cách là người lồng tiếng cho nhân vật Danielle "Dani" Fenton.
Anna đã đóng vai Leslie Burke trong phim "Bridge to Terabithia", bộ phim được công chiếu tại các rạp ở Mỹ vào ngày 16 tháng 2 năm 2007. Cô cũng thu âm cho bài hát trong phim: "Keep Our Mind Wide Open", và video của bài hát này đã được chiếu lại nhiều lần trên kênh Disney Channel. Bài hát giữ vị trí thứ 90 trong bảng xếp hạng Billboard hot 100 suốt tuần đầu của tháng 3, trở thành single thành công đầu tiên của Anna. Cô cũng là một fan của cuốn sách từ trước khi tham gia thử vai, và Anna đã nói rằng quyển sách "khiến tôi cảm động theo một cách mà chưa quyển sách nào từng làm".
Một vài bộ phim gần đây của Anna có thể kể đến là "The Reaping", "Doubting Thomas", "Jumper" (trong đó cô đóng vai nhân vật Millie thời nhỏ), hai vở kịch từ những thập kỉ 60 là "Wild Travel" và "Have Dreams". Trong phim "Sleepwalking" (Mộng Du), cô đã giành được nhiều lời khen ngợi; nhà phê bình phim ảnh của tạp chí Time - Richard Schickel đã nhận xét: "Robb đã thực hiện công việc một cách rất tốt, một cách diễn xuất thực sự chín chắn, trưởng thành đối với một diễn viên còn rất trẻ và cô ấy đã có được sự đồng cảm của chúng mà không hề cố gắng xin lấy điều đó".
Năm 2008, Robb thu âm cho giọng nói của Mary Magdalene trong The Word of Promise: Next Generation – New Testament: Dramatized Audio Bible. Năm sau, cô tham gia phim Race to Witch Mountain (2009). Năm 2010, cô xuất hiện trong phim The Space Between.
Cũng trong năm 2010, Robb nhận lời đóng vai Bethany Hamilton trong phim Soul Surfer, và tỏ ra rất xuất sắc khi thể hiện những xung đột nội tâm của Bethany, sự dễ tổn thương cùng tính cách thu hút của cô bé 13 tuổi, sức chịu đựng cùng ý chí kiên cường của một người sinh ra với niềm đam mê dành cho môn lướt ván. Những người trong đoàn làm phim thường nói về vai diễn xuất thần của Robb. Trong lần quay đầu tiên cảnh cá mập tấn công, họ đã ngừng quay, nín thở, và lau nước mắt bởi vì Robb diễn quá thật. Cũng giống như vậy là cảnh quay trong bệnh viện khi Bethany choàng tỉnh rồi nhận ra rằng mình đã mất hẳn cánh tay. Bethany Hamilton nhận xét về AnnaSophia Robb, "Bạn ấy thực sự là lựa chọn của tôi. Tôi đã xem bạn ấy trong vài phim như Bridge to Terabithia và Charlie and the Chocolate Factory. Tôi tin rằng bạn ấy có thể diễn xuất tốt khi vào vai của tôi. Bạn ấy mời tôi đến Hawaii, huấn luyện viên của tôi và tôi hướng dẫn bạn ấy cách lướt ván..." Cùng chia sẻ đức tin với Bethany và đam mê với vai diễn, Robb nói, "Bethany điềm tĩnh hơn tôi nhiều, tôi thì cởi mở hơn. Nhưng chúng tôi giống nhau nhiều lắm. Cả hai đều kiên trì, cả hai đều có một gia đình sẵn lòng hậu thuẫn, cả hai đều xem đức tin là điều rất quan trọng trong cuộc sống". Rồi cô nhận xét về Bethany, "Bạn ấy là một con người kỳ diệu đã trải qua một cuộc hành trình diệu kỳ... dù chịu đựng nhiều bạn ấy chỉ muốn tiến tới. Giống như là, Nó đã qua rồi, tôi đã chịu đựng được, cứ đi tiếp. Bạn ấy chẳng buồn nhắc đến tai nạn. Đối với bạn ấy, không cần phải nhớ đến nó bởi vì bạn ấy đang ở đây, là một vận động viên lướt ván chuyên nghiệp, và bạn ấy yêu cuộc sống".

## Đời tư
Năm 2014, Robb theo học tại Đại học New York. Là một tín hữu Cơ Đốc, Robb gia nhập Nhà thờ Hillsong ở New York. Tháng 12 năm 2013, cô xuất hiện trên màn ảnh nhỏ trong chương trình talk show Katie nhằm bày tỏ sự ủng hộ dành cho giáo đoàn và mục sư quản nhiệm.

## Các giải thưởng
Vào tháng 3 năm 2008, Anna đã đoạt được giải thưởng đầu tiên trong sự nghiệp "Diễn viên trẻ xuất sắc nhất" với vai diễn trong "Bridge to Terabithia". Bản thân bộ phim cũng đoạt được giải thưởng Young Ensemble Cast.

## Các phim đã tham gia

### Điện ảnh
| Năm  | Tên phim                                     | Vai                        | Ghi chú       |
| ---- | -------------------------------------------- | -------------------------- | ------------- |
| 2003 | Daddy's Day                                  | Anna                       | Phim ngắn     |
| 2005 | Because of Winn-Dixie                        | India "Opal" Buloni        |               |
| 2005 | Charlie and the Chocolate Factory            | Violet Beauregarde         |               |
| 2007 | Bridge to Terabithia                         | Leslie Burke               |               |
| 2007 | The Reaping                                  | Loren McConnell            |               |
| 2007 | Have Dreams, Will Travel                     | Cassie "Cass" Kennington   |               |
| 2008 | Jumper                                       | Young Millie Harris        |               |
| 2008 | Spy School                                   | Jackie Hoffman             |               |
| 2008 | Sleepwalking                                 | Tara Reedy                 |               |
| 2009 | Race to Witch Mountain                       | Sara                       |               |
| 2010 | The Space Between                            | Samantha "Sam" Jean McLeod |               |
| 2011 | Soul Surfer                                  | Bethany Hamilton           |               |
| 2013 | The Way, Way Back                            | Susanna Thompson           |               |
| 2013 | Khumba                                       | Tombi                      | Lồng tiếng    |
| 2014 | Funny or Die: Sofia Coppola's Little Mermaid | Ariel                      | Phim ngắn     |
| 2016 | Jack of the Red Hearts                       | Jacqueline "Jack" Ferguson |               |
| 2017 | The Crash                                    | Creason Clifton            | Hậu kỳ        |
| 2018 | Freak Show                                   | Mary Jane (Blah Blah Blah) |               |
| 2018 | Down a Dark Hall                             | Katherine "Kit" Gordy      |               |
| 2019 | Roger Vivier's Jewels to Shoes               | Acting Student             | Phim ngắn     |
| 2020 | Words on Bathroom Walls                      | Rebecca                    |               |
| 2021 | Goodnight Darling                            | N/A                        | Phim ngắn     |
| 2021 | Lansky                                       | Anne Lansky                |               |
| TBA  | Rebel Ridge                                  | TBA                        | Đang ghi hình |

### Truyền hình
| Năm     | Tên phim                           | Vai                                         | Ghi chú                  |
| ------- | ---------------------------------- | ------------------------------------------- | ------------------------ |
| 2004    | Samantha: An American Girl Holiday | Samantha Parkington                         | Phim trên TV             |
| 2004    | Drake & Josh                       | Liza                                        | Tập: "Number One Fan"    |
| 2006    | Danny Phantom                      | Danielle "Dani" Fenton/Phantom (lồng tiếng) | Tập: "Kindred Sprits"    |
| 2013–14 | The Carrie Diaries                 | Carrie Bradshaw                             | 26 tập                   |
| 2014    | Robot Chicken                      | Yasmin (lồng tiếng)                         | Tập: "Catdog on a Stick" |
| 2016–17 | Mercy Street                       | Alice Green                                 | 12 tập                   |
| 2019    | The Act                            | Lacey                                       | 6 tập                    |
| 2020    | Little Fires Everywhere            | Young Elena Richardson                      | 2 tập                    |
| 2020    | Day by Day                         | Riley O'Malley (lồng tiếng)                 | 2 tập                    |
| 2020    | The Expecting                      | Emma Fortner                                | 11 tập                   |
| 2021    | Dr. Death                          | Michelle Shughart                           | 5 tập                    |

### Video âm nhạc
| Năm  | Tiêu đề   | Nghệ sĩ    | Vai    |
| ---- | --------- | ---------- | ------ |
| 2021 | "Shivers" | Ed Sheeran | Sophie |

## Nhãn đĩa
| 2007 | "Keep Your Mind Wide Open" | Music from and Inspired by Bridge to Terabithia | 90 |

## Giải thưởng
Ngày 30 tháng 3 năm 2008, lần đầu tiên Robb được vinh danh khi cô nhận Giải Nữ Diễn viên trẻ cho vai diễn của cô trong phim Bridge To Terabithia. Ngày 24 tháng 4 năm 2009, Robb được trao Giải Horizon Award tại Liên hoan Phim Quốc tế Palm Peach. Cô cũng nhận Giải Ngôi sao Triển vọng ở Liên hoan Phim Denver trong ngày 12 tháng 11 năm 2009.
| Năm  | Giải thưởng/Hiệp hội         | Hạng mục                                                                      | Tác phẩm/Đối tượng đề cử           | Kết quả   |
| ---- | ---------------------------- | ----------------------------------------------------------------------------- | ---------------------------------- | --------- |
| 2004 | Young Artist Awards          | Best Performance in a TV Movie, Miniseries or Special – Leading Young Actress | Samantha: An American Girl Holiday | Đề cử     |
| 2006 | Young Artist Awards          | Best Performance in a Feature Film (Comedy or Drama) – Leading Young Actress  | Because of Winn-Dixie              | Đề cử     |
| 2007 | Young Artist Awards          | Best Performance in a Feature Film – Leading Young Actress                    | Bridge to Terabithia               | Đoạt giải |
| 2007 | Young Artist Awards          | Best Performance in a Feature Film – Young Ensemble Cast                      | Bridge to Terabithia               | Đoạt giải |
| 2007 | Critics' Choice Movie Awards | Best Young Actress                                                            | Bridge to Terabithia               | Đề cử     |
| 2009 | Denver Film Festival         | Rising Star Award                                                             | —                                  | Đoạt giải |
| 2013 | Teen Choice Awards           | Breakout Star                                                                 | The Carrie Diaries                 | Đề cử     |
| 2013 | Young Hollywood Awards       | Superstar of Tomorrow                                                         | —                                  | Đoạt giải |